# Trigonophora haasi
Trigonophora haasi is een vlinder uit de familie uilen (Noctuidae). De wetenschappelijke naam is voor het eerst geldig gepubliceerd in 1892 door Staudinger.
De soort komt voor in Europa.